# Macronotops sexmaculata
Macronotops sexmaculata är en skalbaggsart som beskrevs av Ernst Gustav Kraatz 1894. Macronotops sexmaculata ingår i släktet Macronotops och familjen Cetoniidae. Inga underarter finns listade i Catalogue of Life.